# إيفان راملجاك
إيفان راملجاك (بالكرواتية: Ivan Ramljak) مواليد 9 أغسطس 1990 في موستار، جمهورية البوسنة والهرسك الاشتراكية، هو لاعب كرة سلة كرواتي. بدأ مسيرته الاحترافية في سنة 2007. يلعب مع نادي زادار لكرة السلة. يحمل الرقم 27. يبلغ طوله 6 قدم 8 بوصة (2.0 م).

## المسيرة الاحترافية
لعب مع نادي سيدفيتا لكرة السلة من سنة 2013 إلى 2015، ثم لعب مع نادي زادار لكرة السلة في موسم 2015–2016، ثم لعب مع نادي زغرب لكرة السلة في سنة 2016، ثم لعب مع نادي زادار لكرة السلة في سنة 2016.

## روابط خارجية
- إيفان راملجاك على موقع الاتحاد الدولي لكرة السلة (الإنجليزية)
- إيفان راملجاك على موقع الدوري الأوروبي لكرة السلة (الإنجليزية)
- إيفان راملجاك على موقع كرة السلة الأوروبية.كوم (الإنجليزية)
- إيفان راملجاك على موقع ريلجم (الإنجليزية)
- إيفان راملجاك على موقع بروبوليرز (الإنجليزية)
- إيفان راملجاك على موقع سبورتس رفرنس (الإنجليزية)